# Manley Ottmer Hudson

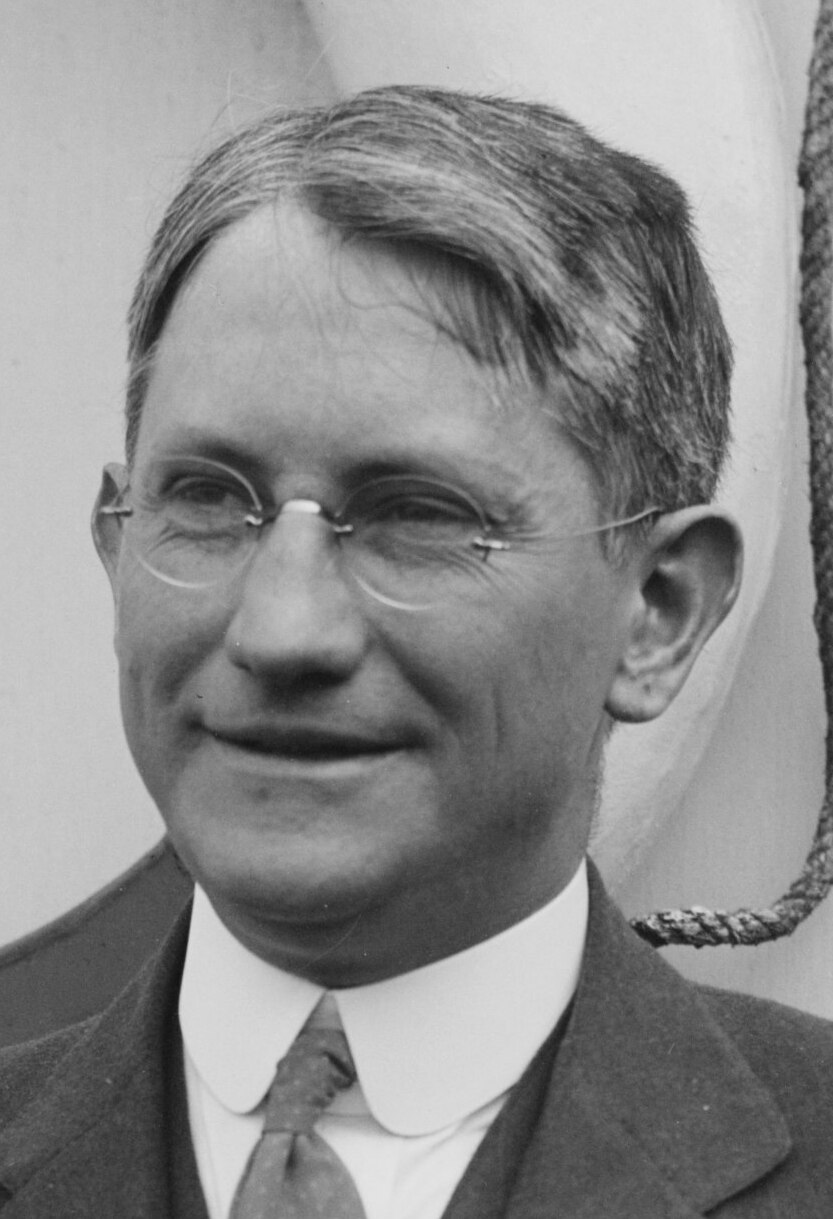
Manley Ottmer Hudson

Manley Ottmer Hudson (* 19. Mai 1886 in Saint Peters, Missouri; † 13. April 1960 in Cambridge, Massachusetts) war in der ersten Hälfte des 20. Jahrhunderts einer der einflussreichsten amerikanischen Juristen im Bereich des Völkerrechts. Er wirkte unter anderem als Professor an der Harvard University, als Richter am Ständigen Internationalen Gerichtshof, als Vermittler in internationalen Konflikten und als Mitglied der Völkerrechtskommission der Vereinten Nationen. Nach ihm sind eine Ehrenmedaille der Amerikanischen Gesellschaft für internationales Recht sowie eine Professur an der Harvard University benannt, darüber hinaus wurde er zweimal für den Friedensnobelpreis nominiert.

## Leben
Manley Hudson wurde 1886 in Saint Peters, Missouri geboren und studierte am William Jewell College in Liberty, Missouri. Er erlangte 1906 einen Bachelor-Abschluss (A.B.) sowie ein Jahr später einen Mastertitel (A.M.). Weitere Studien führten ihn von 1906 bis 1907 an die Harvard University, wo er im Jahr 1910 einen LL.B.-Abschluss erwarb sowie 1917 promovierte (S.J.D.). Darüber hinaus erhielt er Doktorgrade vom William Jewell College (1928, LL.D.), von der University of Missouri (1931, LL.D.), an der er ab 1910 als Professor für Rechtswissenschaften wirkte, sowie von der University of Delaware (1934, D.C.L.).
Im Jahr 1919 wechselte er als Professor an die Harvard University, wo er von 1923 bis 1954 den Bereich des internationalen Rechts übernahm. Auslandsaufenthalte als Gastdozent führten ihn unter anderem 1925 an die Haager Akademie für Völkerrecht, zwei Jahre später an die Universität von Kalkutta und 1936 an das Genfer Hochschulinstitut für internationale Studien. Darüber hinaus wirkte er als Berater und Mitglied in verschiedenen staatlichen und internationalen Gremien wie beispielsweise der Rechtsabteilung des Sekretariats des Völkerbundes und als Assistent des amerikanischen Außenministeriums.

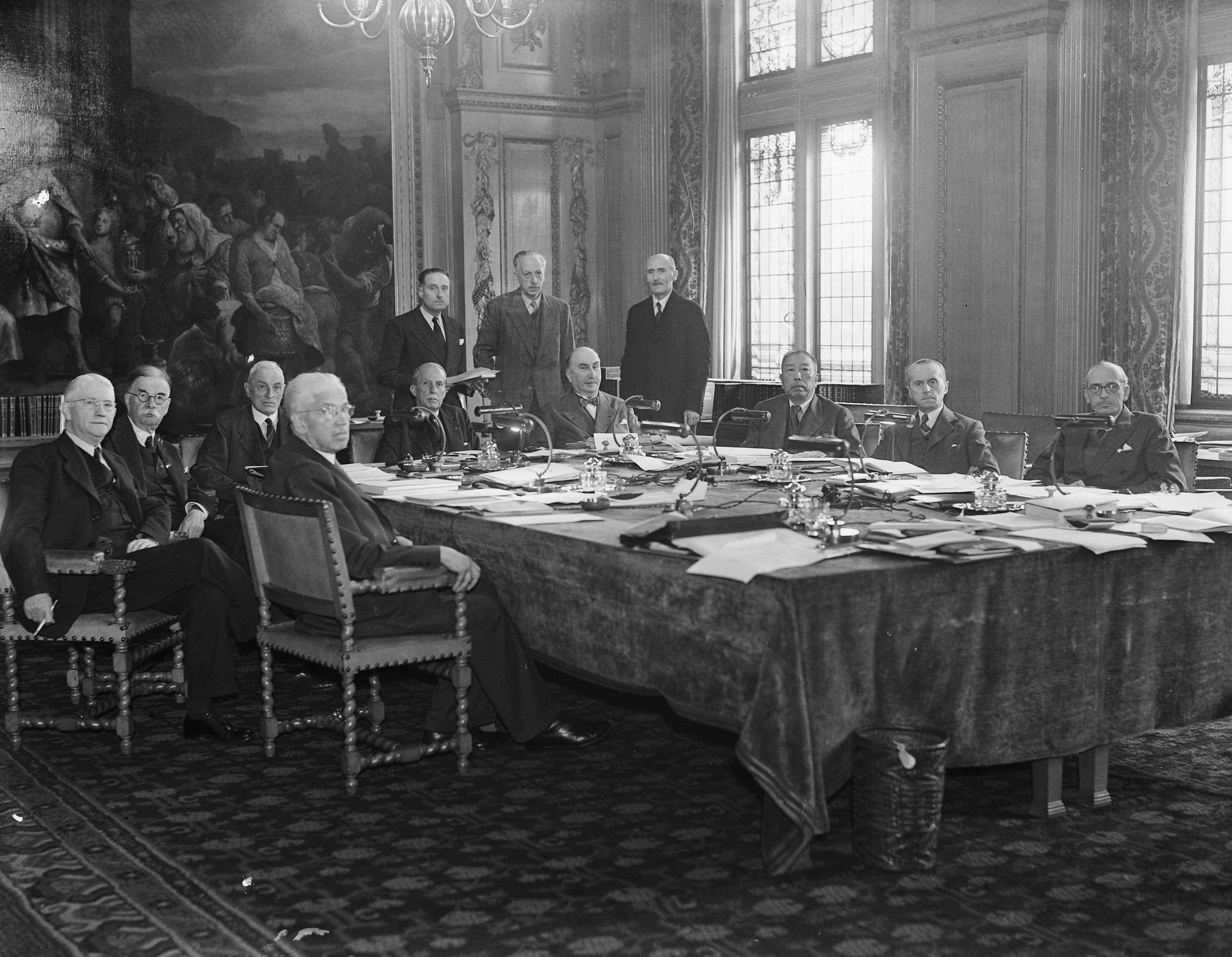
Hudson am Ständigen Internationalen Gerichtshof (1945)

Ab 1924 war Hudson Editor des American Journal of International Law. 1931 wurde er in die American Academy of Arts and Sciences gewählt. Im Jahr 1933 wurde er zum Mitglied des Ständigen Schiedshofes mit Sitz in Den Haag ernannt und 1939 in diesem Amt bestätigt. Darüber hinaus war er am Ständigen Internationalen Gerichtshof von 1936 bis zu dessen Auflösung im Jahr 1946 als Richter tätig und fungierte während dieser Zeit als Chronist des Gerichts. Ab 1936 gehörte er dem Institut de Droit international an. 1941 wurde er in die American Philosophical Society aufgenommen. Nach dem Zweiten Weltkrieg wirkte er von 1946 bis 1952 als Berater und Dozent für internationales Recht am Naval War College, einer Bildungseinrichtung der United States Navy mit Sitz in Newport, Rhode Island. Von 1949 bis 1952 war er Präsident der Amerikanischen Gesellschaft für internationales Recht. Darüber hinaus gehörte er der Völkerrechtskommission der Vereinten Nationen an und war ihr erster Chairman.
Manley Hudson, der ab 1930 verheiratet war und zwei Söhne hatte, ging 1954 in den Ruhestand. Er starb 1960 in Cambridge, Massachusetts. Sein aus rund 18.000 Briefen, Notizen, Redemanuskripten und anderen Dokumenten bestehendes Schriftwerk wurde 1964 von seiner Witwe an die Bibliothek der Harvard University übergeben, seine private Sammlung von rund 1.000 Bänden völkerrechtlicher Fachliteratur vermachte er der Amerikanischen Gesellschaft für internationales Recht. Diese verleiht ihm zu Ehren die Manley-O.-Hudson-Medaille für Verdienste im Bereich des Völkerrechts. Darüber hinaus ist eine Professur an der juristischen Fakultät der Harvard University nach ihm benannt. In den Jahren 1933 und 1951 war er für den Friedensnobelpreis nominiert. Sein Nachfolger in Harvard wurde 1961 Louis Bruno Sohn.

## Werke (Auswahl)
- The Permanent Court of International Justice and the Question of American Participation. Harvard University Press, Cambridge 1925
- Current International Cooperation. Calcutta University Press, Calcutta 1927
- Progress in International Organisation. Stanford University Press, Stanford 1932
- By Pacific Means. Yale University Press, New Haven 1935
- The Permanent Court of International Justice 1920–1942. Macmillan, New York 1943